# 1659 Punkaharju
Punkaharju (asteróide 1659) é um asteróide da cintura principal com um diâmetro de 31,21 quilómetros, a 2,0612254 UA. Possui uma excentricidade de 0,2591684 e um período orbital de 1 695,13 dias (4,64 anos).
Punkaharju tem uma velocidade orbital média de 17,85622894 km/s e uma inclinação de 16,48178º.
Esse asteróide foi descoberto em 28 de Dezembro de 1940 por Yrjö Väisälä.